# Winnebago County (Wisconsin)
Das Winnebago County ist ein County im US-amerikanischen Bundesstaat Wisconsin. Im Jahr 2020 hatte das County 171.730 Einwohner und eine Bevölkerungsdichte von 151,2 Einwohnern pro Quadratkilometer. Der Verwaltungssitz (County Seat) ist Oshkosh, das nach einem Indianerhäuptling der Menominee benannt wurde.

## Geografie
Das County liegt im Osten von Wisconsin und hat eine Fläche von 1499 Quadratkilometern, wovon 363 Quadratkilometer Wasserfläche sind. Im Winnebago County mündet der obere Abschnitt des Fox River in den Lake Winnebago.
An das Winnebago County grenzen folgende Nachcountys:
| Waupaca County    |                    | Outagamie County |
| Waushara County   |                    | Calumet County   |
| Green Lake County | Fond du Lac County |                  |

Das County wird vom Office of Management and Budget zu statistischen Zwecken als Oshkosh–Neenah, WI Metropolitan Statistical Area geführt.

## Geschichte
Das Winnebago County wurde 1840 als Original-County aus Teilen des Wisconsin-Territoriums gebildet. Benannt wurde es nach dem indigenen Volk der Winnebago.

## Bevölkerung
Nach der Volkszählung im Jahr 2010 lebten im Winnebago County 166.994 Menschen in 67.232 Haushalten. Die Bevölkerungsdichte betrug 147 Einwohner pro Quadratkilometer. In den 67.232 Haushalten lebten statistisch je 2,35 Personen.
Ethnisch betrachtet setzte sich die Bevölkerung zusammen aus 93,4 Prozent Weißen, 1,9 Prozent Afroamerikanern, 0,7 Prozent amerikanischen Ureinwohnern, 2,5 Prozent Asiaten sowie aus anderen ethnischen Gruppen; 1,4 Prozent stammten von zwei oder mehr Ethnien ab. Unabhängig von der ethnischen Zugehörigkeit waren 3,7 Prozent der Bevölkerung spanischer oder lateinamerikanischer Abstammung.
21,3 Prozent der Bevölkerung waren unter 18 Jahre alt, 64,7 Prozent waren zwischen 18 und 64 und 14,0 Prozent waren 65 Jahre oder älter. 49,8 Prozent der Bevölkerung war weiblich.

Das jährliche Durchschnittseinkommen eines Haushalts lag bei 51.603 USD. Das Pro-Kopf-Einkommen betrug 27.103 USD. 11,5 Prozent der Einwohner lebten unterhalb der Armutsgrenze.

## Ortschaften im Winnebago County
Citys
| - Appleton1 - Menasha2 - Neenah | - Omro - Oshkosh |

Village
- Winneconne

Census-designated places (CDP)
- Butte des Morts
- Eureka
- Waukau
- Winchester

Andere Unincorporated Communities
| - Adella Beach - Allenville - Black Wolf - Black Wolf Point - Clarks Point - Decorah Beach - Elo | - Fairview Beach - Fisk - Fitzgerald - Harbor Springs - Highland Shore - Indian Shores - Island Park | - Larsen - Lasleys Point - Leonards Point - Little Point - Koro - Medina Junction - Melrose Park | - Metz3 - Mikesville - Oakwood - Orihula - Paukotuk - Piacenza - Pickett | - Plummer Point - Point Comfort - Ricker Bay - Reighmoor - Ring - Rivermoor - Rush Lake | - Shangri La Point - Snells - Sunrise Bay - Waverly Beach2 - Winnebago - Zion - Zittau |

1 – teilweise im Outagamie und im Calumet County

2 – teilweise im Calumet County

3 – teilweise im Waushara County

## Gliederung
Das Winnebago County ist neben den sechs selbstständigen Gemeinden in 16 Towns eingeteilt:
| Town               | Einwohner (2010) | FIPS     |
| ------------------ | ---------------- | -------- |
| Town of Algoma     | 6822             | 55-01025 |
| Town of Black Wolf | 2410             | 55-08000 |
| Town of Clayton    | 3951             | 55-15150 |
| Town of Menasha    | 18.498           | 55-50850 |
| Town of Neenah     | 3237             | 55-55775 |
| Town of Nekimi     | 1429             | 55-55850 |
| Town of Nepeuskun  | 710              | 55-56100 |
| Town of Omro       | 2116             | 55-59900 |

| Town               | Einwohner (2010) | FIPS     |
| ------------------ | ---------------- | -------- |
| Town of Oshkosh    | 2475             | 55-60525 |
| Town of Poygan     | 1301             | 55-64875 |
| Town of Rushford   | 1561             | 55-70125 |
| Town of Utica      | 1299             | 55-82175 |
| Town of Vinland    | 1765             | 55-82875 |
| Town of Winchester | 1763             | 55-87650 |
| Town of Winneconne | 2350             | 55-87925 |
| Town of Wolf River | 1189             | 55-88475 |